# Kevin Van den Noortgaete
Kevin Van den Noortgaete (Zottegem, 14 juli 1986) is een Belgische voetballer die dienstdoet als doelman. Hij verruilde in 2019 Olsa Brakel voor KVK Ninove.

## Carrière
Van den Noortgaete is afkomstig uit Brakel, hij werd echter geboren in Zottegem. Van den Noortgaete speelde in de jeugd van Olsa Brakel en geraakte via KSV Sottegem bij Eendracht Aalst. Daar werd hij op veertienjarige leeftijd weggehaald door Club Brugge. Na het afsluiten van de jeugdopleiding in Brugge verhuisde hij naar RSC Anderlecht, waar hij – als vierde doelman – in het seizoen 2004/05 enkele keren deel uitmaakte van de selectie van het eerste elftal. Van den Noortgaete maakte echter nooit zijn debuut in het eerste elftal.
Vervolgens was hij actief bij Derdeklasser FCN Sint-Niklaas terecht, hier kwam hij als reservedoelman aan 10 wedstrijden over 3 seizoenen. In 2008 vertrok hij naar KSV Temse, hier werd hij in het seizoen 2008/09 kampioen werd in de Vierde klasse. In 2009 werd hij door Eendracht Aalst aangetrokken als doublure voor Steven Van Steenberghe, de nummer één sinds februari 2009. Van den Noortgaete maakte zijn debuut in het eerste elftal van Aalst op 23 augustus 2009, in een wedstrijd tegen KVSK United in het bekertoernooi. Van den Noortgaete speelde negen jaar voor de Aalsterse club en trok dan naar Olsa Brakel. Sinds 2019 speelt hij voor KVK Ninove.